# Прапор Покровська
Прапор Покровська — офіційний символ міста Покровськ. Затверджений 30 липня 2020 року рішенням сесії міської ради.
4 серпня 2017 рішенням 38-ї сесії міської ради був затверджений попередній варіант прапора, який відрізнявся зображенням ластівки.

## Опис
Прямокутне синє полотнище зі співвідношенням сторін 2:3 горизонтально поділене на п'ять частин двома жовтими смугами у співвідношенні 1:1:9:1:1. У центрі полотнища - срібна ластівка із гілочкою в дзьобі, що летить до древка.

## Символізм
Символіка прапора грунтується на гербі міста Покровськ.
Прапор має світло-синій колір та дві поздовжні жовті смуги. Колір прапора відповідає національним кольорам України. По середині прапора — ластівка, виконана згідно зображення на гербі.
Символіка кольорів:
- жовтий — знатність, могутність, багатство, християнські чесноти, віра, справедливість, милосердя, великодушність, смиренність і Сонце;
- білий — благородство, чистота, невинність, правдивість, відвертість;
- синій — великодушність, чесність, велич, краса, вірність, бездоганність, небо;
- чорний — мудрість, стриманість, постійність, багатство землі.

## Історія

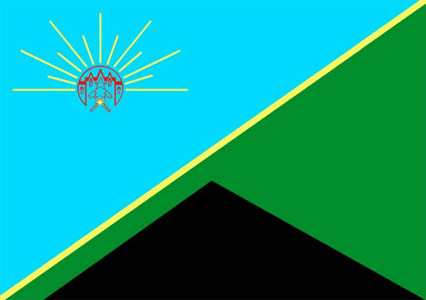
Прапор міста 2013 року

Попердній герб міста Покровськ був затверджений 2013 року.
На конкурсній основі рібоча група обрала макет художника, вчителя, керівника художньої студії "Графіка" - Миколи Яковлевича Бойка, який був автором попереднього герба міста. 